# Rue Nicolas-Soult
La rue Nicolas-Soult (en occitan : carrièra Nicolas Soult), ou simplement Soult, est une voie de Toulouse, chef-lieu de la région Occitanie, dans le Midi de la France.

## Situation et accès

### Description
La rue Nicolas-Soult est une voie publique. Elle se trouve dans le quartier de Marengo.
Elle est longue de 177 mètres.
La chaussée compte une seule voie de circulation, en sens unique, depuis l'avenue de la Colonne vers la rue Saint-Sylve. Elle est définie comme une zone 30 et la vitesse est limitée à 30 km/h. Il n'existe ni bande, ni piste cyclable, quoique la rue soit à double-sens cyclable.

### Voies rencontrées
Le rue Nicolas-Soult rencontre les voies suivantes, du sud au nord (« g » indique que la rue se situe à gauche, « d » à droite) :
1. Avenue de la Colonne
2. Rue Jean-Pégot (g)
3. Rue Dalmatie (g)
4. Rue Saint-Sylve

### Transports
La rue Nicolas-Soult se trouve à proximité de la station Marengo – SNCF, sur la ligne de métro , et de la gare de bus où se trouvent le terminus des lignes du Linéo L8L14. Le long des boulevards de Bonrepos et de la Gare se trouvent également les arrêts des lignes de bus 2327.
Les stations de vélos en libre-service VélôToulouse les plus proches de la rue Nicolas-Soult sont les stations no 96 (50 rue du Général-Jean-Compans) et no 176 (1 rue du Général-Jean-Compans).

## Odonymie

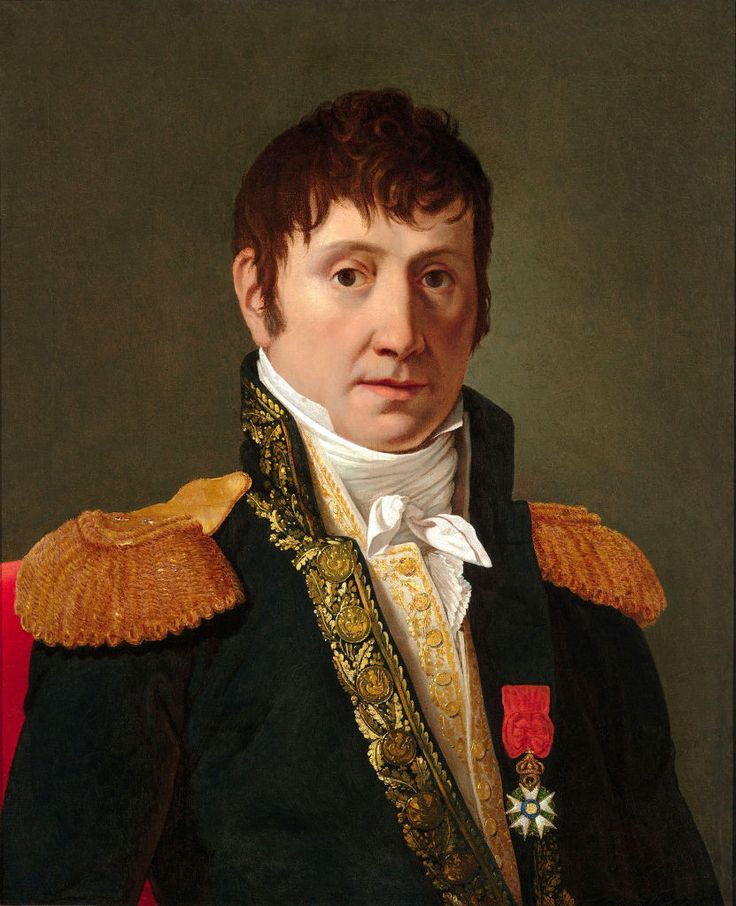
Portrait anonyme de Jean-de-Dieu Soult (1re moitié du XIXe siècle).

La rue porte le nom de Nicolas Soult (1769-1851), général de la Révolution et du Premier Empire. Il naît à Saint-Amans-Labastide, dans la sénéchaussée de Toulouse. Engagé en 1791, il a une brillante carrière militaire et en 1805, après la bataille d'Austerlitz, il est surnommé « le premier manœuvrier de l'Europe » par Napoléon, qui le fait duc de Dalmatie. En 1808, il le charge de conduire les armées françaises durant la difficile campagne d'Espagne, puis la retraite dans le Midi de la France. Le 10 avril 1814, il affronte les troupes anglo-hispano-portugaises du comte de Wellington, Arthur Wellesley, à Toulouse. Exilé pendant la Restauration, il revient en grâce sous la monarchie de Juillet, où il est ministre et président du Conseil à plusieurs reprises. En 1847, il se retire dans son village natal.
D'ailleurs, plusieurs voies du quartier Marengo, aménagé entre au milieu du XIXe siècle, entre 1858 et 1865, ont reçu le nom de Dix-Avril ou de personnalités liées à la bataille de Toulouse, telles que la rue Bertrand-Clauzel, la rue du Général-Honoré-Gazan, la rue du Général-Jean-Pégot, la rue du Général-Taupin, la rue Honoré-Reille et la rue Dalmatie, ou simplement des noms de personnalités de l'Empire, telles que la rue du Général-Jean-Compans et la rue du Baron-Antoine-Gros.

## Patrimoine et lieux d'intérêt

### Groupe scolaire Monge

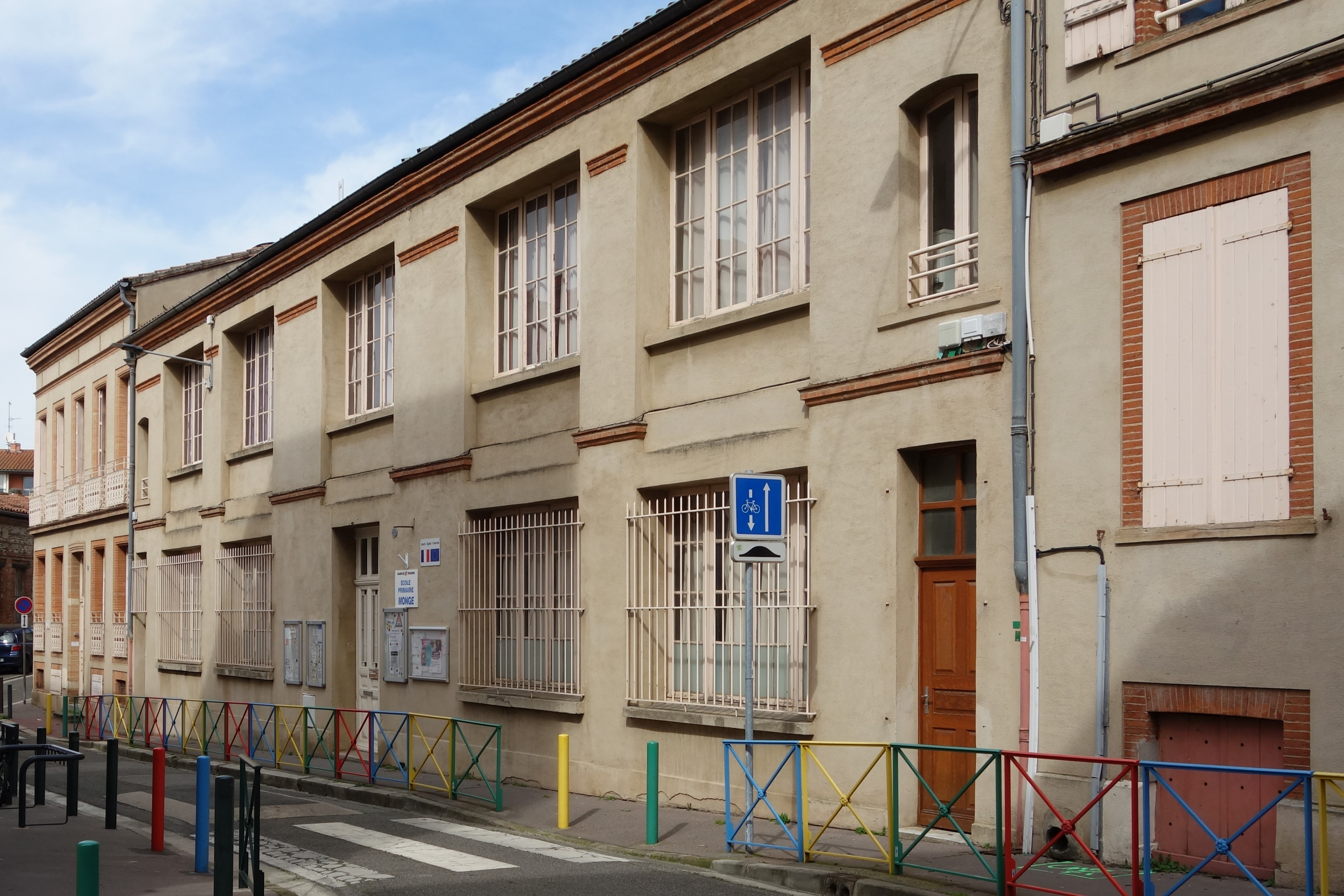
no 12 : école primaire Monge.

Le groupe scolaire Monge occupe plusieurs bâtiments entre la rue Nicolas-Soult (actuels no 8-14) et l'avenue de la Colonne (actuel no 16), réunis progressivement au cours du XXe siècle. Il en nommé en hommage à Gaspard Monge (1746-1818), mathématicien et homme politique de la Révolution, de l'Empire et de la Restauration. Il participa à la fondation de l'École d'arts et métiers et de l'École polytechnique. 
- no  8 : école maternelle Monge.
- no  12 : école élémentaire Monge.

### Maisons et immeubles
- no  1 : maison. 
La maison est construite dans la deuxième moitié du XIXe siècle. Elle est bâtie en brique et s'élève sur trois niveaux. Le sous-sol semi-enterré, éclairé par des lucarnes rectangulaires, est traité en bossage jusqu'au niveau du cordon qui court au niveau de l'appui des fenêtres du rez-de-chaussée. La porte d'entrée, qui s'ouvre dans la travée centrale, est mise en valeur par un encadrement finement mouluré. L'étage est séparé par un large cordon mouluré. Les fenêtres, reliées par des cordons au niveau des appuis, sont surmontées de corniches moulurées. La fenêtre de la travée centrale, plus haute que les autres, a une corniche également plus large, soutenue par de petites consoles, et ouvre sur un balcon, dont le garde-corps est en fonte, et supporté par des consoles en pierre. La façade est couronnée par une corniche à denticules et modillons[12].

- no  9 : immeuble (1938, P. Ch. Hanquet)[13].